# Вэнс, Вивиан
Вивиан Вэнс (англ. Vivian Vance; 26 июля 1909 — 17 августа 1979) — американская комедийная актриса и певица, известная по участию в комическом дуэте с Люсиль Болл в популярном телешоу «Я люблю Люси», который принес ей премию «Эмми»

## Смерть
Последнее появление Вивиан Вэнс на телевидение с Люсилль Болл состоялось на телеканале CBS в специальном выпуске «Люси звонит Президенту» 21 ноября 1977 г. В этом же году она перенесла инсульт, который частично её парализовал.
Она умерла 17 августа 1979 г. от рака костей (вторичного рака молочной железы). После её смерти Деси Арнас отмечал, что "ужасно терять одну из лучших актрис, с которой нам выпала честь и удовольствие работать, но куда труднее принять потерю одного из твоих лучших друзей. "

## Фильмография
| Год       |   | Русское название | Оригинальное название     | Роль           |
| --------- | - | ---------------- | ------------------------- | -------------- |
| 1933      | ф |                  | Take a Chance             |                |
| 1950      | ф | Тайная ярость    | The Secret Fury           | Лия            |
| 1951—1957 | с | Я люблю Люси     | I Love Lucy               | Этель Мерц     |
| 1957—1960 | с |                  | The Lucy–Desi Comedy Hour | Этель Мерц     |
| 1962—1968 | с | Шоу Люси         | The Lucy Show             | Вивиан Бэгли   |
| 1965      | ф | Большие гонки    | The Great Race            | Хестер Гоодбод |
| 1968—1972 | с |                  | Here's Lucy               | Вивиан Джонс   |
| 1975      | с | Рода             | Rhoda                     | Мэгги Каммингс |